# Xian de Baqên
Le xian de Baqên (tibétain : སྦྲ་ཆེན་རྫོང, Wylie : sbra chen rdzong, THL : dra chen dzong ; translittération en chinois : 巴青县 ; pinyin : Bāqīng Xiàn) est un district administratif de la région autonome du Tibet en Chine. Il est placé sous la juridiction de la préfecture de Nagchu.

## Étymologie
Le terme sbra chen est une abréviation de dra gur chenpo tibétain : སྦྲ་གུར་ཆེན་པོ, Wylie : sBra gur chen po, THL : dra gur chenpo, qui signifie La grande tente en poils de yak.

## Histoire
L'origine de l'appellation (dra gur chenpo, tibétain : སྦྲ་གུར་ཆེན་པོ, Wylie : sBra gur chen po, THL : dra gur chenpo, qui signifie La grande tente en poils de yak) vient du fait que la région comportait un grand nombre de ces tentes, également appelées tri lang tang shyuk (tibétain : ཁྲི་ལངས་སྟོང་བཞུགས, Wylie : khri langs stong bzhugs, THL : tri lang tong shyuk), signifiant que ce type de tente pouvait contenir 10 000 personnes (chiffre signifiant généralement multitude en Asie) et 10 000 assis.
Hor sBra chen faisait, à l'origine une partie de Sum pa au sein de l'Empire tibétain.
Pendant l'Empire mongol elle était dirigée par les rois Hor locaux (voir aussi : Tusi (chef tribal)) prêtèrent allégeance aux empereurs mongols de Chine. Pendant la Dynastie Yuan de Chine, elle fut incorporée à la province du Sichuan.
Pendant la gouvernance mandchoue (Dynastie Qing), elle était l'une des 33 tribus (Tsho ba so dgu).
À l'époque de l'empereur Guangxu (1875 – 1908), elle est reprise par le gouvernement tibétain, qui y établit le Hor sBra chen rdzong en 1941
Après la libération pacifique du Tibet par la Chine en 1951, elle passe sous la juridiction du comité de libération de Chamdo et en 1959, la commune populaire de sBra chen rdzong est décrétée. Elle est transférée en 1960, sous la juridiction du comité régional de Nagchu.

## Démographie
La population du district était de 35 585 habitants en 1999.